# ژولین دوویویه
ژولین دوویویه (فرانسوی: Julien Duvivier‎؛ ۸ اکتبر ۱۸۹۶ – ۲۹ اکتبر ۱۹۶۷) کارگردان فیلم اهل فرانسه بود.
وی برجسته‌ترین آثار خویش را بین سال‌های ۱۹۳۰ تا ۱۹۶۰ کارگردانی نمود. ژان رنوار او را یک تکنیسین بزرگ و یک شاعر می‌دانست. دوویویه یکی از بزرگترین کارگردانان فرانسه و شاید دنیا محسوب می‌شود و مربوط به نسلی که در آن ۴ کارگردان بزرگ دیگر فرانسوی، ژان رنوار، رنه کلر، مارسل کارنه و ژاک فدر درخشش داشتند. بیشترین ژانری که دوویویه در فیلم‌هایش به آن پرداخته است ژانر درام است و او برخلاف کارگردانانی که ذکر شد مورد تقدیر هیچوقت قرار نگرفته است در حالیکه اینگمار برگمان هم همیشه آثار دوویویه را تحسین می‌کرده است.
ژان رنوار او را «تکنسین بزرگ، سخت‌گیر، شاعر» خطاب کرد. 

## زندگی‌نامه
ژولین دوویویه در ۸ اکتبر ۱۸۹۶ در شهر لیل فرانسه به دنیا آمد. شروع حرفه دوویویه در سینما به سال ۱۹۱۶ و بازیگری برای کارگردان آندره آنتونی باز می‌گردد و در سال ۱۹۱۸ دستیار و نویسنده کارگردانانی همچون آندره آنتونی، مارسل هربیر شد. در سال ۱۹۱۹ اولین فیلم خویش را کارگردانی کرد و در سال ۱۹۲۰ فیلم‌هایی که کارگردانی کرد تم مذهبی داشتند.
در دهه ۱۹۳۰، دوویویه عضو کمپانی تولید، «Film d'Art» بود که توسط مارسل واندال و شارل دولاک بنیانگذاری شده بود و به عنوان عضوی از این تیم فعالیت می‌کرد و به مدت ۹ سال با آن‌ها همکاری کرد. در طول دهه ۳۰ دوویویه شاهکارهای خویش را کارگردانی نمود و از تم مذهبی دور شد و به سینمای گانگستری رو آورد.
در سال ۱۹۳۸ با کمپانی مترو گلدوین مایر قرارداد بست و اولین فیلم آمریکایی خویش را The Great Waltz را کارگردانی نمود.
در طول جنگ جهانی دوم، دوویویه برای کار به ایالات متحده آمریکا سفر نمود و در طول این سال‌ها (۴۴-۱۹۴۱) ۵ فیلم کاگردانی نمود. پایان جنگ به معنای بازگشت وی به فرانسه بود ولی آن جا برای ادامه دادن فعالیت خود مشکلاتی پیدا کرد ولی تا پایان عمر خود به ساختن فیلم در فرانسه ادامه داد به جز مدت کوتاهی که برای فیلم‌برداری فیلم‌های «آنا کارنینا» (۱۹۴۸) به بریتانیا و «Black Jack» به اسپانیا سفر نمود.
در ۲۹ اکتبر ۱۹۶۷ در حین ساخت فیلم «Diaboliquement vôtre» در یک سانحه رانندگی در پاریس دچار حمله قلبی شد و درگذشت و در گورستان شهر روی ملمزون به خاک سپرده شد

## فیلم‌شناسی
- زن و بازیچه او (۱۹۵۹)
- آنا کارنینا (۱۹۴۸)
- ماری آنتوانت (۱۹۳۸)